# Пешково (Новосибірська область)
Пешково (рос. Пешково) — присілок у Убінському районі Новосибірської області Російської Федерації.
Входить до складу муніципального утворення Пешковська сільрада. Населення становить 207 осіб (2010).

## Історія
Згідно із законом від 2 червня 2004 року органом місцевого самоврядування є Пешковська сільрада.

## Населення
| 2002 | 2007 | 2010 |
| ---- | ---- | ---- |
| 266  | ↘249 | ↘207 |